# El-Kanemi Warriors Football Club
Maillots
Actualités
El-Kanemi Warriors Football Club est un club de football nigérian basé à Maiduguri.

## Histoire du club
Fondé dans les années 1980, le club a connu sa première accession parmi l'élite nigériane lors de la saison 1992, juste après un doublé inédit. En effet, le club a remporté le championnat de deuxième division (ce qui lui a valu sa promotion) mais aussi la Coupe nationale. Pour sa première saison parmi l'élite, non seulement El-Kanemi termine à une honorable 5e place mais en plus, il parvient à conserver la Coupe.
El-Kanemi participe sans discontinuer à la First Division League entre 1992 et 2007 (sauf en 2000 et 2003, où il remonte immédiatement). Son meilleur résultat en championnat reste une 3e place obtenue en 1995. 
Ses deux succès en Coupe du Nigeria lui ont permis de participer à la Coupe d'Afrique des vainqueurs de coupe. En 1992, ils sont éliminés par le club congolais d'Elecsport Bouansa dès le premier tour (0-2, 1-0). Lors de l'édition suivante, ils réussissent à atteindre le dernier carré, après des succès face au CD Elá Nguema (Guinée équatoriale), Olympique Mvolyé (Cameroun) et surtout le Stade tunisien en quarts de finale. La route vers la finale est barrée par l'un des plus grands clubs africains, Al Ahly SC (futur vainqueur de l'épreuve) qui réussit à faire la différence à l'aller (3-0, 0-0).

## Palmarès
- Coupe du Nigeria :
  - Vainqueur : 1991, 1992, 2024
  - Finaliste : 2001
- Championnat du Nigeria D2 :
  - Vainqueur : 1991, 2000

## Grands joueurs
- Samson Siasia
- Shaibu Amodu
- Nduka Ugbade